# 狭被楼梯草
狭被楼梯草（学名：Elatostema angustitepalum）为荨麻科楼梯草属下的一个种。

## 扩展阅读
維基物種上的相關：狭被楼梯草